# Metformin
Metformin (oprindeligt solgt som Glucophage) er et peroralt antidiabetikum i biguanidklassen. Stoffet er førstevalg til behandling af type 2 diabetes mellitus, specielt hos overvægtige personer og personer med normal nyrefunktion.
Metformin virker primært ved at hæmme produktionen af glukose i leveren. Derudover øger stoffet følsomheden overfor hormonet insulin, øger optagelsen af glukose i vævene, øger fedtsyre oxidationen, samt sænker optagelsen af glukose i mavetarmkanalen.